# Plymouth (Utah)
Plymouth – miasto w Stanach Zjednoczonych, w stanie Utah, w hrabstwie Box Elder.